# روبن غالواي
روبن غالواي (بالإنجليزية: Robin Galloway)‏ هو مقدم برامج إذاعية بريطاني، ولد في 18 ديسمبر 1961 في أبردين في المملكة المتحدة.